# KARI KSR-2
KSR-2（Korean Sounding Rocket-2），是韓國航空宇宙研究院所設計的2號探空火箭。

## 規格
- 酬载：150
- 高度：160
- 推力：86 kN
- 重量：2000 公斤
- 直徑：0.42 公尺
- 長度：11.04 公尺

## 外部連結
- KSR-II on Encyclopedia Astronautica